# Giro de Lombardia de 2009
O Giro de Lombardia de 2009, a 103.º edição de esta clássica ciclista, disputou-se no sábado 17 de outubro de 2009, com um percurso de 242 km entre Varese e Como.
Como costuma ser habitual foi a última prova do calendário mundial da UCI 2009.
O ganhador final foi Philippe Gilbert, que se apontou a sua quarta carreira de forma consecutiva, depois da Coppa Sabatini, o Giro do Piamonte e a Paris-Tours. O segundo classificado, com o mesmo tempo, foi o espanhol Samuel Sánchez. Completou o pódio Aleksandr Kolobnev que chegou terceiro a sete segundos do dueto de cabeça.

## Classificação final
| Posição | Ciclista            | Equipa            | Tempo      |
| ------- | ------------------- | ----------------- | ---------- |
| 1.      | Philippe Gilbert    | Silence-Lotto     | 5h 43' 46" |
| 2.      | Samuel Sánchez      | Euskaltel-Euskadi | m.t.       |
| 3.      | Alexandr Kolobnev   | Saxo Bank         | + 7"       |
| 4.      | Luca Paolini        | Acqua & Sapone    | + 8"       |
| 5.      | Johnny Hoogerland   | Vacansoleil       | m.t.       |
| 6.      | Robert Gesink       | Rabobank          | m.t.       |
| 7.      | Aleksandr Vinokúrov | Astana            | m.t.       |
| 8.      | Daniel Martin       | Garmin-Slipstream | m.t.       |
| 9.      | Juan José Cobo      | Fuji-Servetto     | m.t.       |
| 10.     | Cadel Evans         | Silence-Lotto     | m.t.       |